# إدموند كونين
إدموند كونين (بالألمانية: Edmund Conen)‏ (10 نوفمبر 1914 – 5 مارس 1990) لاعب كرة قدم ألماني راحل كان يجيد اللعب في خط الهجوم .
لعب طوال مسيرته الرياضية في أندية أورزيغ (1924-1928) ساربروكين (1928-1935) شتوتغارت كيكرز (1938-1944) مولهاوس (1943-1944) غروس بورن (1943-1944) شتوتغارت كيكرز (1945-1950) يوفنتوس 1950-1952).
مثل منتخب ألمانيا في 28 مباراة مسجلا 27 هدف (1934-1942). شارك مع منتخب ألمانيا في بطولة كأس العالم 1934 في إيطاليا حيث احتل المركز الثالث.
قاد تدريب أندية إنتراخت برونتشفيغ (1952-1956) فوبيرتالر بوروسيا (1956-1957) باير ليفركوزن (1957-1959) تشليبوتش، أوبلادين (1970-1973).

## وصلات خارجية
- إدموند كونين على موقع الاتحاد الدولي (مؤرشف)  (الإنجليزية)
- إدموند كونين على موقع قاعدة بيانات كرة القدم.إي يو (الإنجليزية)
- إدموند كونين على موقع بيانات كرة القدم. دي إي (الألمانية)
- إدموند كونين على موقع ناشيونال فوتبول تيمز (الإنجليزية)
- إدموند كونين على موقع عالم كرة القدم.نت (الإنجليزية)
- هذا سيرة ذاتية